# Moose Pass
Moose Pass ist ein Ort und ein census-designated place (CDP) im Kenai Peninsula Borough in Alaska. Das U.S. Census Bureau ermittelte bei der Volkszählung 2020 eine Einwohnerzahl von 228.

## Geographie
Moose Pass liegt zentral auf der Kenai-Halbinsel am Südwestufer des Upper Trail Lake. Der 145 m hoch gelegene Ort befindet sich 42 km nördlich von Seward sowie 80 km südsüdöstlich von Anchorage. Der Seward Highway (Alaska Route 9) führt an Moose Pass vorbei. Das CDP-Gebiet reicht vom Tern Lake im Nordwesten bis zum Südwestufer des Lower Trail Lake im Südosten. Das CDP-Gebiet grenzt im Südosten an das Crown Point CDP. Moose Pass liegt im Chugach National Forest.

## Geschichte
Der Name „Moose Pass“ geht auf folgende Begebenheit im Jahr 1903 zurück, die noch vor der Gründung des Ortes lag. Ein Postbote war mit seinem Hundeschlitten unterwegs und hatte Mühe, einem Elch auszuweichen. Der Ort gewann als ein Punkt auf der Hundeschlitten-Strecke Iditarod Trail von Seward nach Nome an Bedeutung. Um das Jahr 1910, nach einer Folge von Goldfunden, die schon Ende des 19. Jahrhunderts begannen, zogen zahlreiche Menschen in die Region. Die Hundeschlitten-Strecken waren im Winter die einzigen Kommunikationswege zu abgelegenen Gemeinden. Die ersten Bewohner von Moose Pass waren Oscar Christensen und Mickey Natt. Diese erreichten 1909 den Ort mit Pferd und Hundeschlitten und errichteten ein Holzhaus. Wenig später wurde ein Roadhouse errichtet, das zahlreichen Prospektoren als Zwischenstopp und als Versorgungsstützpunkt diente. Im Jahr 1927 baute die Alaska Railroad einen Behelfsbahnhof in Moose Pass. 1928 wurde ein Postamt und eine Schule eröffnet. Ein kleines Wasserkraftwerk ging 1927 in Betrieb und versorgte den Ort mit Strom. 1956 wurde der Ort an das Stromnetz der Chugach Electric Company angeschlossen. Moose Pass wurde im Jahr 1980 ein census-designated place. Im Jahr 2009 wurde die „Kenai Mountains – Turnagain Arm National Heritage Area“ gegründet. Zur Sommersonnenwende findet in Moose Pass alljährlich ein Fest statt.

## Demografie
Zum Zeitpunkt der Volkszählung im Jahre 2020 (U.S. Census 2020) hatte Moose Pass 228 Einwohner auf einer Landfläche von 45,88 km². Von den Einwohnern waren 208 Weiße, 5 Indigene sowie 2 Asiaten. Beim Zensus im Jahr 2000 wurden 206 Einwohner gezählt, 2010 waren es 219. Somit war die Bevölkerungsentwicklung der letzten Jahre leicht ansteigend.